# Оторский сельсовет
Оторский сельсовет (белор. Отарскі сельсавет; до 2009 г. — Чечерский сельсовет) — административная единица на территории Чечерского района Гомельской области Республики Беларусь. Административный центр — агрогородок Отор.

## Состав
Оторский сельсовет включает 19 населённых пунктов:
- Брилев — посёлок
- Восход — посёлок
- Глубочица — деревня
- Городок — посёлок
- Единство — посёлок
- Ипполитовка — деревня
- Ковалёв Рог — посёлок
- Коробка — посёлок
- Красный Дворец — посёлок
- Новая Яцковщина — деревня
- Новозахарполье — посёлок
- Октябрь — деревня
- Отор — агрогородок
- Покровский — посёлок
- Саприки — деревня
- Старая Яцковщина — деревня
- Турищевичи — деревня
- Чирвоный Бор — посёлок
- Юнный — посёлок